# 슈타른베르크호
슈타른베르크호(Starnberger See, Lake Starnberg)는 독일 바이에른주의 남부에 위치한 호수로 독일에서 네 번째로 큰 호수이다.

## 개요
호수 주변의 도시는 북쪽으로는 슈타른베르크, 그 남쪽으로는 제스하우프트(Seeshaupt), 서쪽으로는 투칭(Tutzing)이 있다. 노이슈반슈타인성을 건축한 것으로 유명한 바이에른 왕 루트비히 2세가 1886년 슈타른베르크 호에서 죽은 채로 발견되었다.
이 호수는 알프스의 빙하에 의해 형성되었다. 남북 21km, 동서 3~5km 범위. 호수에는 로젠섬이라는 작은 섬과 뷔름강(이 강 때문에 1962년까지 뷔름시강으로 불림)으로 흐르는 단을 통로가 있다. 이 작은 강의 유입은 남쪽의 오스테르신(Osterseen)에서 이루어진다. 자전거로 주변을 둘러보는 것이 가능하다.
로젠섬은 유일한 섬이기도 하며, 루드비히 2세의 별장이 있는 곳이기도 하다.

## 문학
이 호수는 T. S. 엘리어트가 그의 시 《황무지》에서 인용하였다.